# 柰李
柰李或李（學名：Prunus salicina var. cordata），别名油柰、桃形李、歪嘴李，是中国李的一个变种。果实表皮油亮，呈绿色或棕褐色；可加工成蜜饯或罐头。